# Касуміґаура
Касуміґау́ра (яп. 霞ヶ浦, かすみがうら, МФА: [kasumʲiga.uɾa], «Туманна затока») — приморське озеро в Японії, на сході острова Хонсю, на півдні префектури Ібаракі. Розташоване на тихоокеанському узбережжі, в нижній течії річки Тоне. Площа — 167,7 км². Друге за величиною озеро Японії після озера Біва. Багате на рибу.

## Історія і назва
Ще на початку нашої ери Касумігаура було частиною більш великої водойми, в 2-3 рази перевершував сучасні розміри озера. У нинішньому вигляді озеро (як і його назва Касумігаура ) сформувалося в середні століття через природного розпаду цього більшого водойми (носив назви: Нагареумі , Насоаканоумі , Утіноумі )  на групу озер (Нісіура, Кітаура , Сатонасакаура ), яка нині так само носить назву Касумігаура .